# Prolegal
Prolegal Interessengemeinschaft für Waffenbesitz e.V. (kurz Prolegal, Eigenschreibweise: prolegal) ist ein Verein, der sich hauptsächlich für die Liberalisierung des Waffenrechts in Deutschland einsetzt. Er zählt zur Waffen-Lobby.

## Vereinsprofil und Zielsetzung
Prolegal wurde im November 2009 gegründet. Der verbandsunabhängige Verein vertritt nach eigener Darstellung bundesweit die Interessen privater, legaler Waffenbesitzer wie Schützen, Jäger, Waffensammler, aber auch Paintball-Sportler und Messersammler in Deutschland. Prolegal wird in der Übersicht der vergleichbaren internationalen Organisationen von der IAPCAR gelistet. Prolegal veröffentlicht monatliche Newsletter zur Information der Öffentlichkeit und der Vereinsmitglieder. Die Newsletter stehen in gedruckter sowie elektronischer Form zur Verfügung.

## Vereinsgeschichte
Der Verein wurde am 28. November 2009 gegründet, die konstituierende Sitzung mit Vorstandswahl fand am 13. Dezember 2009 statt. Zur Waffenmesse IWA 2010 in Nürnberg wurde Prolegal als deutsche Vertretung in die „International Association for the Protection of Civilian Arms Rights“ (IAPCAR) aufgenommen.

„Interessenbereich: Prolegal setzt sich für ein effizientes, allgemein verständliches Waffenrecht ein und fördert die öffentliche Akzeptanz von Waffen sei es als Sport-, Jagdwaffe oder als Sammelobjekt. Prolegal setzt sich dafür ein, die Traditionen der Jagd, des Schießsports, des Büchsenmacherhandwerks und der Sammler zu bewahren und fortzuführen.“

 Der Verein wird nach eigenen Angaben von über 40 Firmen aus der Waffenbranche unterstützt.

## Kontroverse
Auf der eigenen Webseite behauptete Prolegal 2012, dass die Grünenpolitikerin Claudia Roth eine Waffe in ihrer Handtasche mitführen würde. Roth zwang den Verein, die Meldung von der Seite zu nehmen und bezeichnete das Vorgehen von Prolegal als perfide[n] Versuch, im Internet mit haltlosen Behauptungen ein Gerücht zu streuen.

## Mediale Rezeption
- Unter der Überschrift „Die Waffenlobby kommt“ berichtete nach dem Amoklauf von Winnenden am 11. März 2009 und den daraus resultierenden Anschuldigungen gegen legale Waffenbesitzer in Deutschland die Fachzeitschrift „Deutsches Waffenjournal“ (DWJ) in ihren Nachrichten mit dem Hinweis, „eine breite Basis aller Sportschützen, Jäger, Waffensammler und sonstiger vom Waffengesetz betroffener Bürgerinnen und Bürger“ habe in der Diskussion bislang gefehlt, von der Gründung des Vereins Prolegal.[8]
- In der Ausgabe 2/2010 des internationalen Waffen-Magazins „Visier“ wurde über die Neugründung des Vereins Prolegal berichtet.[9]
- Das Deutsche Waffenjournal meldete u. a. in seinen Berichten, dass sich Prolegal zweier waffenrechtlicher Präzedenzfälle annehmen werde, um den betroffenen legalen Waffenbesitzern seitens der Interessengemeinschaft Unterstützung zukommen zu lassen.[10]
- Das internationale Waffen-Magazin „VISIER“ rief in ihrem Editorial 07/2010[11] auf, die Interessengemeinschaften Prolegal, FvLW[12] oder Forum Waffenrecht, seit März 2024 Bundesverband zivile Legalwaffen durch eine Mitgliedschaft zu stärken. Im Juli 2010 stieg die Mitgliederzahl von Prolegal von 1500 auf 1900 (Stand 28. Juli 2010).
- Die Fachzeitschrift DWJ (Deutsches Waffen-Journal) stellte in ihrer Ausgabe 08/2010 die drei Interessengemeinschaften FvLW, FWR und Prolegal als „Interessenvertretungen: Kämpfer für den Besitz legaler Waffen“ vor. Laut Angaben der DWJ besitzt Prolegal ein Netzwerk mit über 50.000 bundesweiten Kontakten in Deutschland.[13]